# Weil am Rhein
Weil am Rhein (en alt alamànic: Wiil am Rhii) és la ciutat i comú més sud-occidental d'Alemanya. Es troba al límit amb Suïssa i l'Estat francès. Amb Lörrach forma un Oberzentrum o centre principal urbà.
Weil am Rhein es troba al peu del turó de Tüllingen a la plana del Rin i s'estén cap a l'oest fins a aquest riu. La situació especial entre el Rin i la Selva Negra contribueix a que hi hagi un clima particularment càlid i apropiat per a la producció de vi. Els Vosges i els Alps es troben a la vista. El punt més alt de Weil am Rhein està una mica per sota del cim del turó de Tüllingen a 455 metres sobre el nivell del mar.

## Història
La primera menció del poble es remunta al 27 de febrer de 786, quan se l'anomena Willa, un nom que té un probable origen romà. Un home anomenat Ercaupert li va regalar la seva part de l'església de Willa (Weil) al convent de Saint-Gall. Weil va passar a formar part el 1361 o 1368 de la marca de Hachberg-Sausenberg i es va convertir en feu dels Rötteln. Va passar al marcgraviat de Baden el 1503 juntament amb Rötteln.
Claude Louis Hector de Villars va creuar el Rin en aquest punt el 1702 per a lluitar en la batalla de Friedlingen durant la Guerra de Successió Espanyola. Weil va patir grans danys en aquest conflicte.
En desaparèixer el marcgraviat de Baden el 1809, Weil va passar a formar part de l'Oberamt de Lörrach, del qual es va crear el Landkreis de Lörrach el 1939. L'agricultura va dominar la indústria local fins al segle xix, quan la població va començar a créixer afavorida per les connexions del transport entre Alemanya, Suïssa i França. El 1913 es va construir una gran estació de mercaderies enllaçada amb Basilea. Es van establir indústries tèxtils suïsses al barri de Friedlingen. El 1934 es va construir un port sobre el Rin.
La població va tornar a créixer després de la Segona Guerra Mundial a causa del flux de persones refugiades. Les poblacions d'Ötlingen, Haltingen i Märkt van ser incorporades entre 1971 i 1975 a Weil.

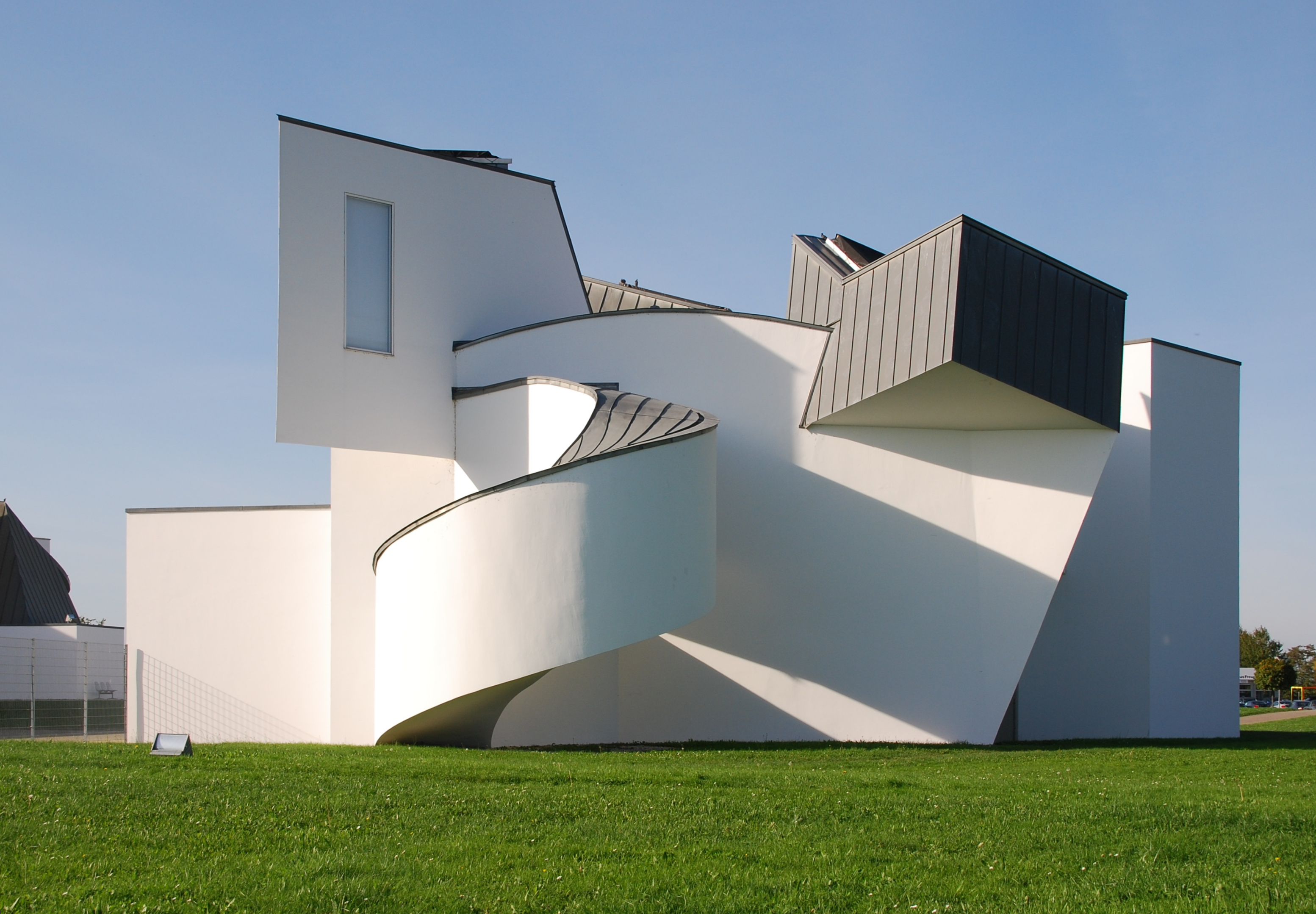
El Vitra Design Museum a Weil am Rhein